# Koruška americká
Koruška americká (též kalifornský losos, Thaleichthys pacificus) je migrující oceánská ryba, která se vyskytuje podél pacifického pobřeží Severní Ameriky od severní Kalifornie po Aljašku.
Vyznačuje se velkými špičáky na radliční kosti a 18 až 23 paprsků na řitní ploutvi. Má jako lososi a pstruzi tukovou ploutvičku, ta je ve tvaru srpu. Ústa sahají až za úroveň oka. Hřbetní ploutev je nasazena až za úrovní břišních ploutví. Dospělí mohou dosáhnout maximální délky 30 cm, ale většina dospělých jedinců je dlouhá mezi 15 až 20 cm.
Živí se především planktonem, stejně jako rybími jikrami, larvami hmyzu a malými korýši. Tvoří důležitou součást jídelníčku mnoha mořských živočichů a slouží jako významný zdroj potravy pro lidi, kteří žijí v blízkosti potoků, kde se třou.